# Іяр
Іяр (івр. אִייָר або אִיָּר) — другий місяць року за біблійним єврейським календарем, або восьмий за сучасним єврейським рахунком місяців.

## Свята, що припадають на іяр
- 4 іяра — Йом га-Зікарон — День пам'яти загиблих у війнах Ізраїлю та жертв терору
- 5 іяра — День незалежності Ізраїлю (Йом га-Ацмаут) — 5 іяра 5708 року (14 травня 1948 року) було утворено Державу Ізраїль.
- 18 іяра — Лаг ба-Омер
- 28 іяра — День Єрусалима